# Gallo (gastronomía)
En Costa Rica se conoce como gallo o puntalito a una boca (aperitivo tradicional) compuesto de una tortilla de maíz o un trozo de pan blanco, que se usa para consumir todo tipo de alimentos, especialmente carnes, quesos y embutidos, picadillo,ocasionalmente acompañados con ensaladas, aderezos y vegetales variados. El plato guarda cierta similitud con los tacos mexicanos, los bocatas españoles y los paninis italianos. Por extensión, también se conoce con estos nombres a cualquier porción  pequeña de comida, servida como cortesía o bocadillo.

## Historia

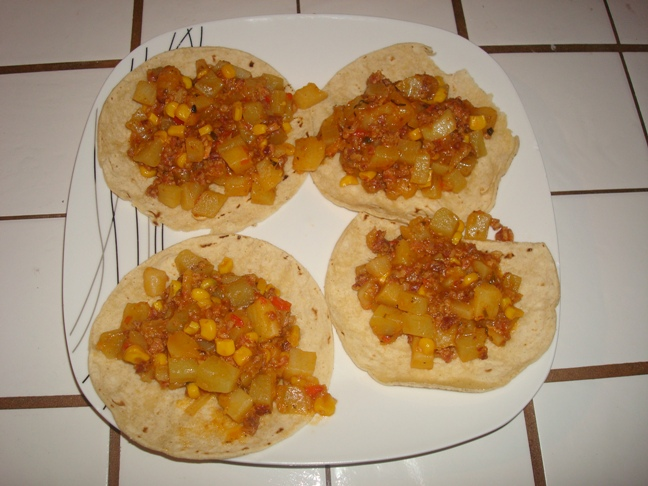
Los gallos clásicos y más populares son los de tortillas con algún picadillo. En la imagen: gallitos de chayote con chorizo y achiote.

Los gallos surgieron de la improvisación del campesino del Valle Central, al mezclar diversos platillos utilizando como base un alimento milenario sumamente importante en todas las culturas desde México hasta Nicoya: la tortilla de maíz. De esta forma, para poder transportar y consumir ya fuera picadillos, carne, queso o tortas de huevo; el agricultor humilde de la meseta ingenió envolver su comida con la ancestral tortilla, y además utilizar hojas de plátano, para mantener el calor del alimento y llevarlo cómodamente al campo, lo que lo asemeja al taco. Esta solución fue de gran importancia para realizar la romería a la Virgen de los Ángeles en Cartago, todos los 2 de agosto. 
Asimismo, en las diversas campañas presidenciales de antaño, cuando el candidato llegaba a pueblos lejanos para realizar plazas públicas y se le ofrecía comida de cortesía, los gallitos figuraban siempre en el menú. Esto, como de costumbre, sucedió durante las elecciones de 1894 cuando el futuro presidente Rafael Yglesias Castro (conocido como "El Gallo") se encontraba de gira por el Paso Ancho del Tiribí, un caserío agrícola al sur de San José, y donde se le sirvió el típico aperitivo de tortilla acompañada de carne con frijoles mólidos. Sin embargo, a manera de amenizar el bocadillo rindiendo homenaje al apodo del candidato, se le colocó a cada tortilla un frijol negro como si de un ojo se tratase, para asemejar la cabeza de un gallo. La ingeniosa preparación se convirtió en un éxito, y desde entonces todos comenzaron a pedir gallos, gallitos y tortillas con forma de gallo; designación que consolidó el nombre actual del platillo y todas sus variantes.

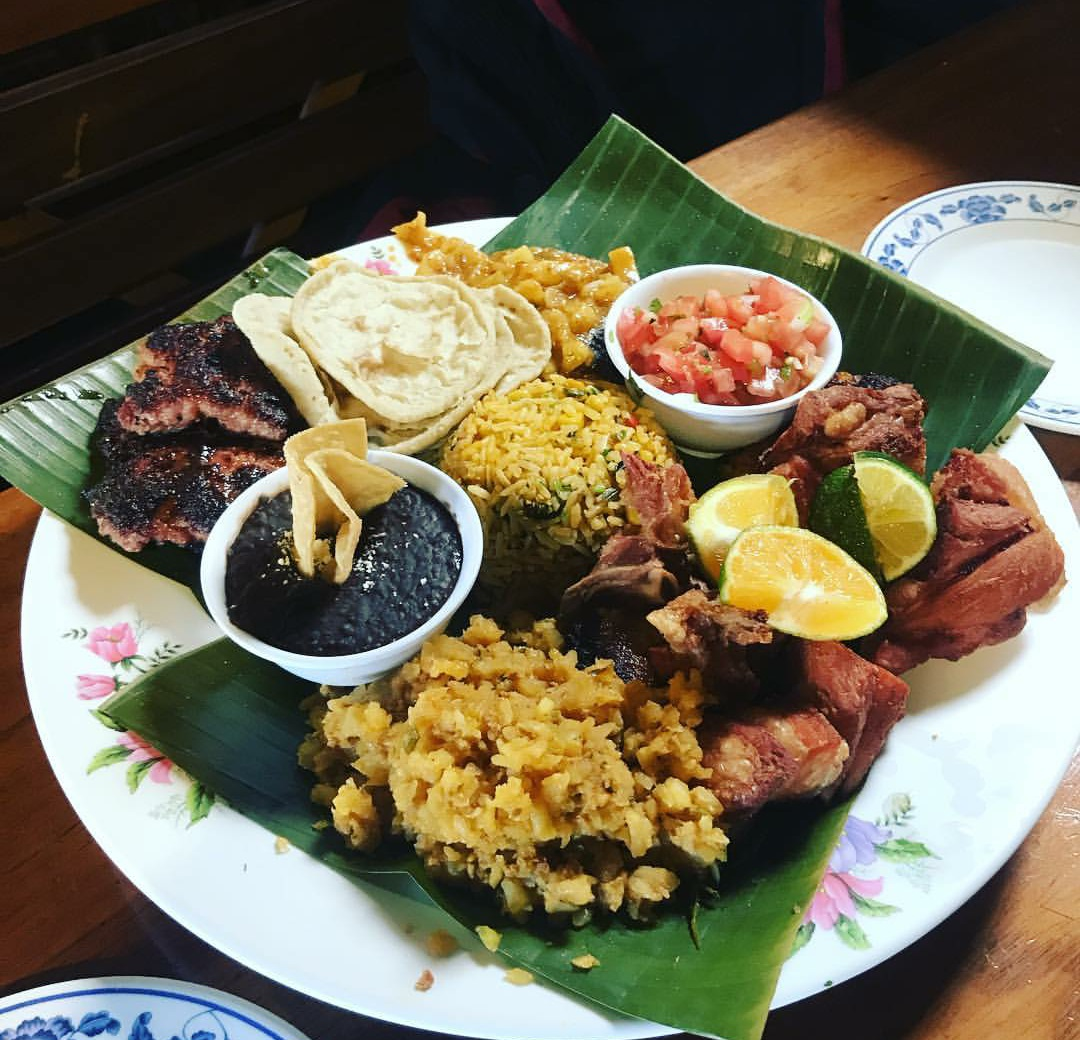
Un surtido de gallitos con: picadillos, carnes, chicharrones y frijoles.

Posteriormente, cuando el pan cobró mayor importancia en la dieta local de la mano de diversos inmigrantes europeos, surgen los gallos hechos con pan. Estos normalmente consistían en un pequeño bollo o trozo de melcochón, que se abría de forma longitudinal y se rellenaba con todo tipo de ingredientes, de ahí su similitud con las bocatas. Cuando los gallitos se preparan de esta manera se conocen como gallo de pan con..., seguido del relleno principal. Un sinónimo vendría a ser el puntalito, cualquier pequeña porción de comida; sencilla, rápida y usualmente servida como cortesía a algún invitado se conoce con este nombre.

## Tipos
Los gallos varían del relleno que contengan, compuesto por uno o varios ingredientes. De los más frecuentes son los de carne (bistec, lomo, pollo, chuleta, costilla, callos, mechada, menudos, posta, molida...), embutidos (salchichón, chorizo, salami, salchicha, jamón, mortadela, chicharrones...) y todo tipo de picadillos (vainicas, flor de itabo, chicasquil, papa, chayote, arracache, zanahoria, ayote, frijoles blancos...), también se consumen variantes más sencillas a base de queso (blanco, puede ser fresco, frito o rallado), aguacate, huevo especialmente en torta y frijoles molidos.
Estos aperitivos pueden acompañarse con gran cantidad de ensaladas, destacando la de repollo, con tomate, culantro, limón y sal o el chimichurri de tomate picado, culantro, cebolla, chile dulce, aceite de oliva, jugo de limón, sal y pimienta; que suelen colocarse encima del relleno. Además, es frecuente la adición de todo tipo de aderezos y salsas como ketchup, mayonesa, salsa Lizano, mostaza o chile.

## Galería

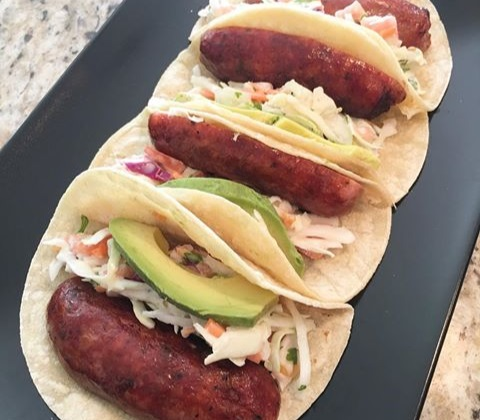
Gallos en tortilla de chorizo con ensalada de repollo y aguacate.
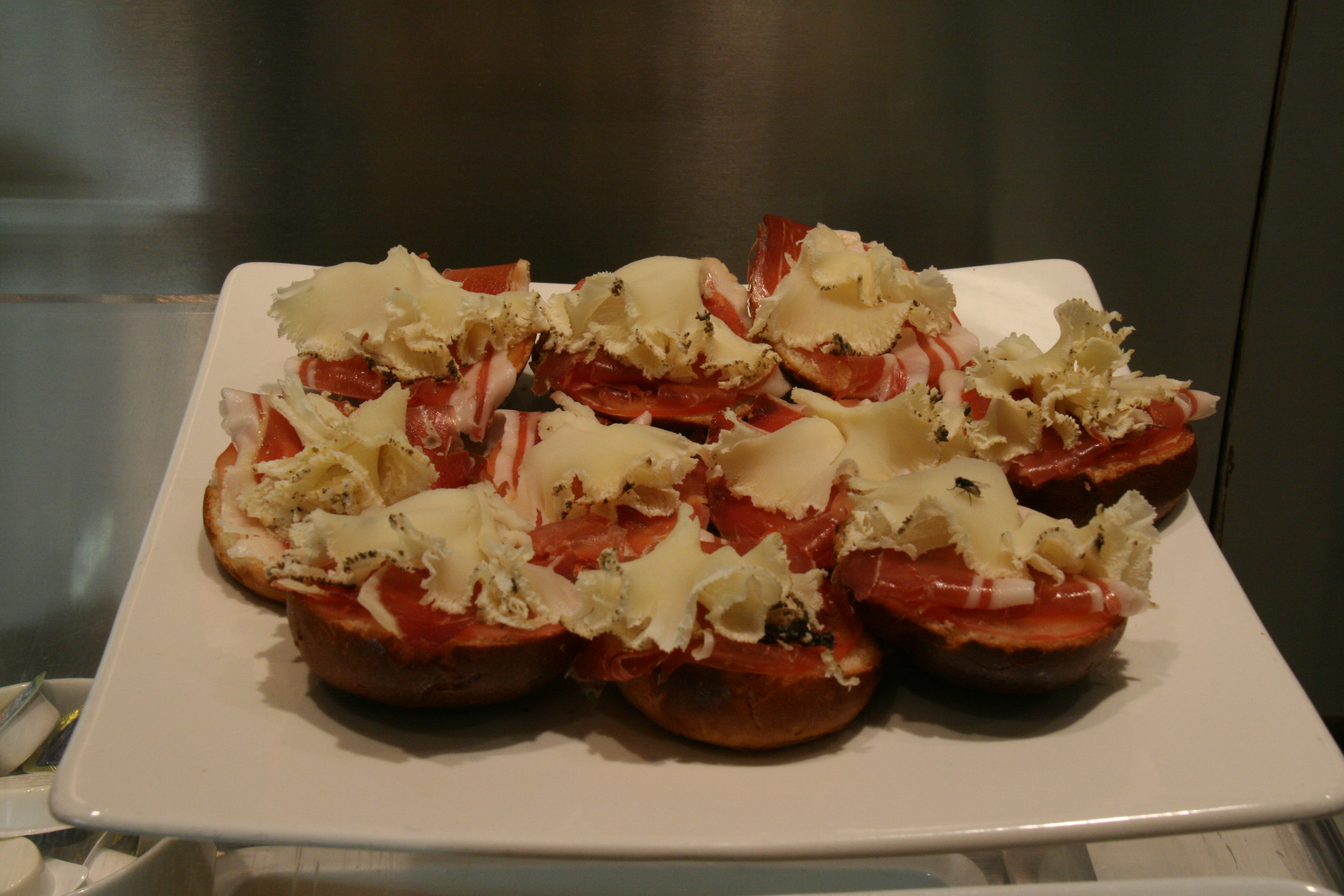
Gallos de pan con jamón, queso y tomate.
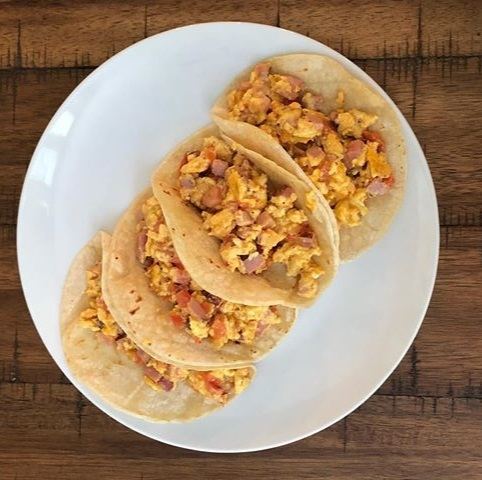
Gallos en tortilla de huevo con salami.
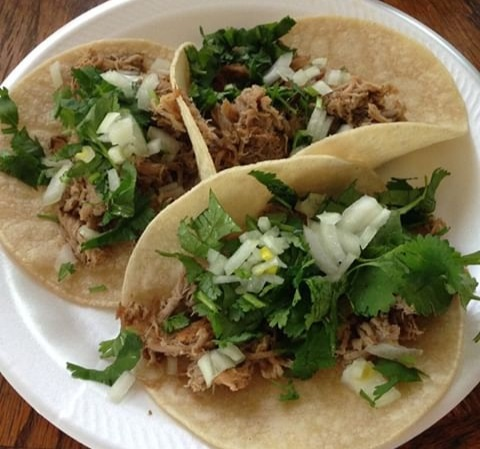
Gallos en tortilla de carne mechada con cebolla y culantro.
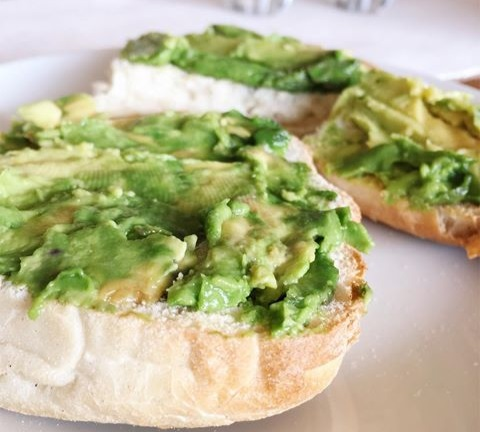
Gallos de pan con aguacate.
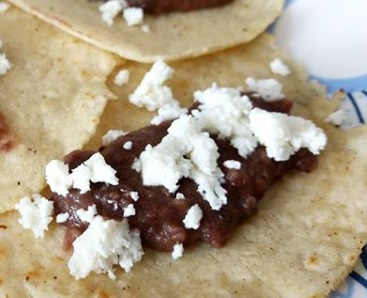
Gallos en tortilla de frijoles molidos con queso.